# 菊池保則
菊池 保則（きくち やすのり、1989年9月18日 - ）は、茨城県久慈郡大子町出身の元プロ野球選手（投手）。右投左打。

## 経歴

### プロ入り前
小学生（大子町立矢田小学校）の時は、ドッジボールの全国大会に出場。大子町立大子中学校卒。常磐大学高等学校では1年時からベンチ入りし、2006年秋季茨城県大会で準優勝し、関東大会に出場した。初戦で唐川侑己擁する成田高校と対戦し、相手打線を6安打に抑えるも味方打線の援護なく敗れセンバツ出場を逃した。3年時にエース兼4番として活躍。夏の茨城県大会では準決勝の東洋大牛久高校戦では16奪三振で完封勝利を挙げる。しかし決勝戦で清原大貴擁する常総学院に敗戦、甲子園出場は叶わなかった。
2007年10月3日、高校生ドラフトにて東北楽天ゴールデンイーグルスから4巡目指名を受け、入団。

### 楽天時代

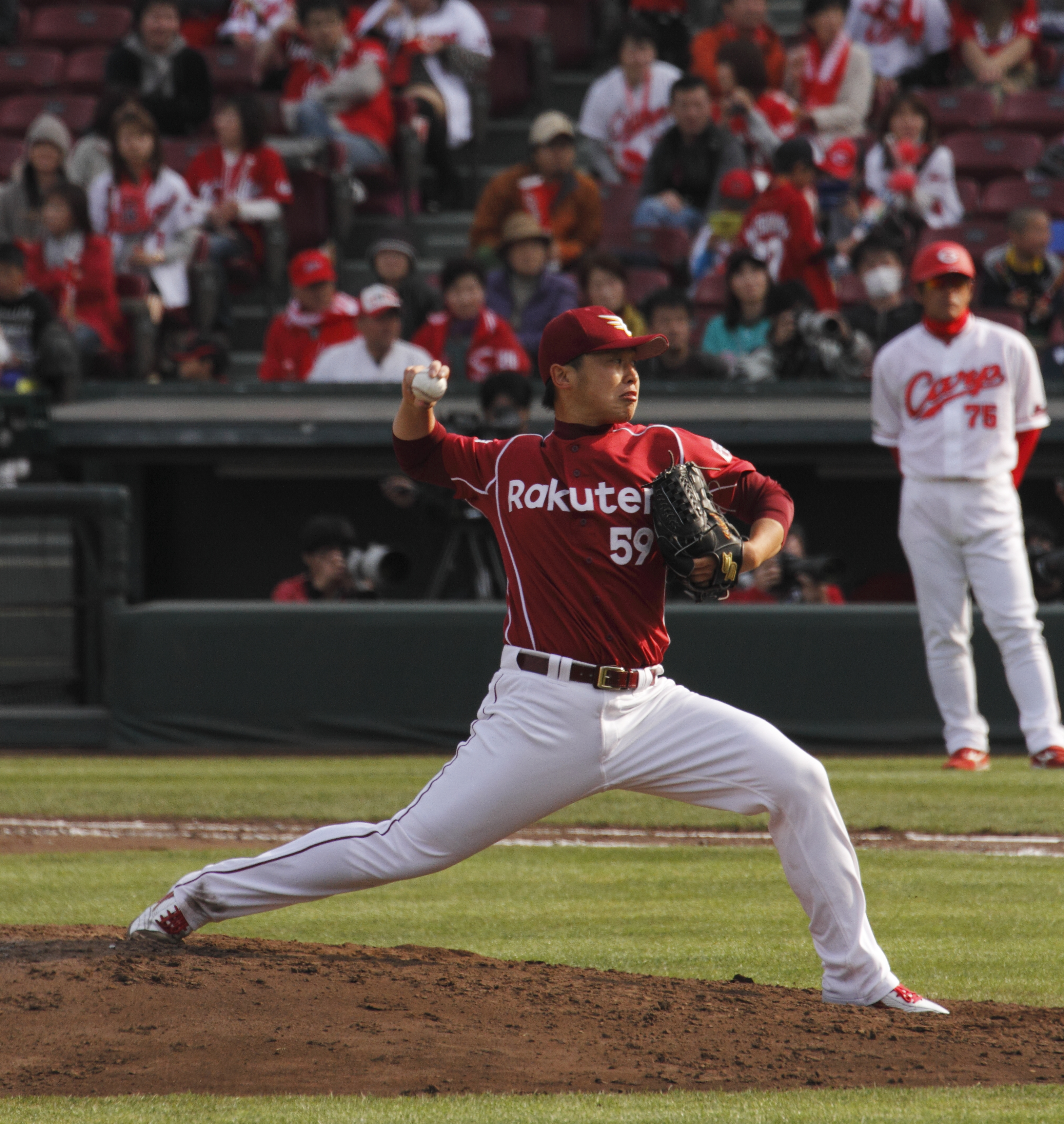
マツダスタジアムにて（2013年）

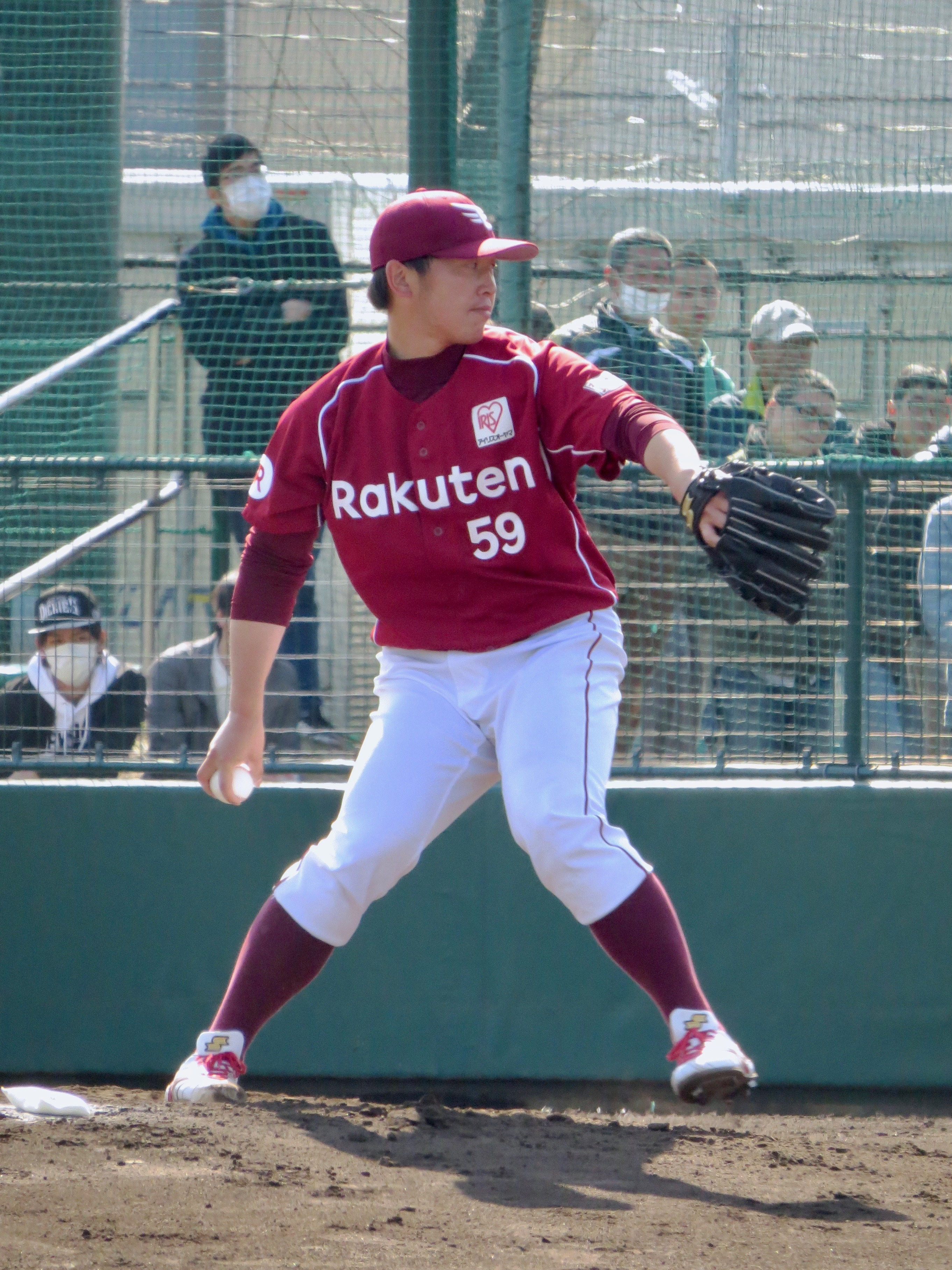
楽天時代（2017年3月9日、ロッテ浦和球場にて）

2008年は、登板機会はなかったものの、高卒3投手の中では唯一、一軍登録された。
2009年は、二軍で主に中継ぎ登板でフレッシュオールスター前まで13試合を投げる。チームメイトの石田隆司のフレッシュオールスター辞退の際代理で出場。試合では途中から登板しウエスタンの主軸から2三振奪うなど1回を投げ無失点。
2010年は、9月23日の埼玉西武ライオンズ戦で初登板初先発を果たし、5回2安打2失点の好投で初勝利を挙げた。
2012年は、シーズン終盤に一軍昇格、4試合に先発登板し1勝1敗。二軍では7勝2敗の勝率.778でイースタン・リーグ最高勝率となり、優秀選手にも選ばれた。秋季キャンプでは監督の星野仙一による若手投手の指定強化選手の5人に選ばれ、キャンプ最終日に行われたスタッフによる投票で翌年のオープン戦の開幕投手の権利が与えられた。
2013年は、オープン戦での好投が認められ開幕一軍入りを果たし4月に先発ローテーションに加わるが、4試合連続でノックアウト。特に4戦目では一死もとれずに降板するなど結果を残せず、二軍降格こそされなかったものの中継ぎ待機を余儀なくされた。ローテーションの谷間となった6月2日の中日ドラゴンズ戦（Kスタ宮城）で先発、6回途中を無失点に抑えてシーズン初勝利・本拠地初勝利を挙げた。
2014年は、開幕一軍入りは果たせず、その後一軍と二軍を行き来するもリリーフ起用のみであったが、8月17日の千葉ロッテマリーンズ戦（コボスタ宮城）でシーズン初先発し、6回を3安打無四球無失点に抑えて、前年の中日戦以来、約1年2か月ぶりとなるシーズン初勝利を挙げた。以降、シーズン終了まで先発ローテを守り、自己最多となる4勝を挙げた。
2015年は、4月30日のオリックス・バファローズ戦でシーズン初登板初先発すると、6回無失点の好投でそこから先発ローテーション入りを果たす。2試合目の登板となった北海道日本ハムファイターズ戦では7回途中8奪三振2失点の好投でシーズン初勝利を挙げる。この年は前年に続き4勝に終わるものの、自身初めてシーズン100イニングを投げた。この年はホームゲームでの勝利がなかった
2016年は、前年9月から発症していた右肩痛のリハビリで二軍暮らしが続き、8月23日に一軍初登板となった。続く登板となった8月30日に6回2失点で初勝利を挙げるが、この1勝にとどまり、防御率も5.16に終わった。5月に同郷の女性と結婚したことも発表した。
2018年は、3試合の登板に留まった。

### 広島時代
2018年11月29日に福井優也とのトレードで広島東洋カープに移籍することが発表された。球団では同じ苗字の選手である菊池涼介が在籍していることから、報道上およびスコアボード上の表記は「菊池保」となる。
2019年は、シーズンを通して中継ぎとして一軍に帯同し、終盤にはセットアッパーにも起用された。チーム2番目の58試合に登板、防御率2.80、15ホールドの成績を残した。
2021年は、9月26日の横浜DeNAベイスターズ戦では8回2アウトの場面で登板。タイラー・オースティンを初球でフライに抑えると直後の9回に味方が鈴木誠也の適時打などで逆転し、その裏を栗林良吏が抑えたことで、同月9日に塹江敦哉が記録して以来シーズン2人目の一球勝利を記録した。
2022年は、8試合の登板に留まり、10月22日に戦力外通告を受けた。11月8日に行われた12球団合同トライアウトにも参加したが、他球団からのオファーはなく、11月24日に現役引退と広島の打撃投手就任が発表された。

## 選手としての特徴・人物
最速149km/hのストレートと高速スライダーのコンビネーションを武器とし、投球回に迫る奪三振数を記録する。特にストレートは投手コーチの佐藤義則から「指にかかった時の球の強さは田中将大以上のものがある」と言われるほどである。しかしコントロールに問題があり、制球が定まらない日は四死球を連発して自滅してしまうことがある。また、メンタル面の弱さを指摘されることもある。
広島移籍後からは新たにツーシームを投げることによってストライクゾーンを広く使えるようになり、持ち味であるストレートを生かせるようになった。
愛称は「キク」、「キクヤス」、「タモツ」など。楽天時代は「キク」と呼ばれていたが、広島時代は同姓で同じ愛称の菊池涼介がいたため、登録名の「菊池保」から連想される「タモツ」と呼ばれることが多かった。

## 詳細情報

### 年度別投手成績
| 年 度      | 球 団      | 登 板 | 先 発 | 完 投 | 完 封 | 無 四 球 | 勝 利 | 敗 戦 | セ 丨 ブ | ホ 丨 ル ド | 勝 率 | 打 者 | 投 球 回 | 被 安 打 | 被 本 塁 打 | 与 四 球 | 敬 遠 | 与 死 球 | 奪 三 振 | 暴 投 | ボ 丨 ク | 失 点 | 自 責 点 | 防 御 率 | W H I P |
| ---------- | ---------- | ----- | ----- | ----- | ----- | -------- | ----- | ----- | -------- | ----------- | ----- | ----- | -------- | -------- | ----------- | -------- | ----- | -------- | -------- | ----- | -------- | ----- | -------- | -------- | ------- |
| 2010       | 楽天       | 2     | 2     | 0     | 0     | 0        | 1     | 1     | 0        | 0           | .500  | 46    | 11.0     | 7        | 3           | 5        | 0     | 2        | 10       | 0     | 0        | 5     | 5        | 4.09     | 1.09    |
| 2011       | 楽天       | 2     | 1     | 0     | 0     | 0        | 0     | 1     | 0        | 0           | .000  | 25    | 3.1      | 5        | 1           | 8        | 0     | 1        | 3        | 0     | 0        | 6     | 5        | 13.50    | 3.90    |
| 2012       | 楽天       | 4     | 4     | 0     | 0     | 0        | 1     | 1     | 0        | 0           | .500  | 110   | 25.0     | 30       | 2           | 5        | 0     | 1        | 24       | 3     | 0        | 9     | 8        | 2.88     | 1.40    |
| 2013       | 楽天       | 14    | 5     | 0     | 0     | 0        | 1     | 5     | 0        | 0           | .167  | 158   | 33.1     | 38       | 3           | 23       | 0     | 1        | 22       | 4     | 0        | 28    | 24       | 6.48     | 1.83    |
| 2014       | 楽天       | 12    | 8     | 0     | 0     | 0        | 4     | 1     | 0        | 0           | .800  | 211   | 51.1     | 40       | 5           | 18       | 0     | 3        | 36       | 8     | 0        | 23    | 23       | 4.03     | 1.13    |
| 2015       | 楽天       | 18    | 17    | 0     | 0     | 0        | 4     | 5     | 0        | 0           | .444  | 448   | 103.0    | 96       | 5           | 42       | 0     | 5        | 71       | 5     | 0        | 47    | 43       | 3.76     | 1.34    |
| 2016       | 楽天       | 7     | 4     | 0     | 0     | 0        | 1     | 1     | 0        | 0           | .500  | 111   | 22.2     | 33       | 4           | 13       | 0     | 1        | 14       | 2     | 0        | 16    | 13       | 5.16     | 2.03    |
| 2017       | 楽天       | 7     | 0     | 0     | 0     | 0        | 0     | 0     | 0        | 1           | .---  | 35    | 7.1      | 8        | 0           | 4        | 0     | 0        | 9        | 1     | 0        | 7     | 4        | 4.91     | 1.64    |
| 2018       | 楽天       | 3     | 1     | 0     | 0     | 0        | 0     | 0     | 0        | 0           | .---  | 55    | 13.0     | 11       | 1           | 4        | 0     | 1        | 15       | 0     | 0        | 2     | 2        | 1.38     | 1.15    |
| 2019       | 広島       | 58    | 0     | 0     | 0     | 0        | 1     | 3     | 0        | 15          | .250  | 240   | 61.0     | 39       | 4           | 23       | 2     | 0        | 43       | 4     | 0        | 21    | 19       | 2.80     | 1.02    |
| 2020       | 広島       | 44    | 0     | 0     | 0     | 0        | 1     | 0     | 1        | 4           | 1.000 | 189   | 42.0     | 41       | 6           | 19       | 0     | 3        | 53       | 3     | 0        | 24    | 21       | 4.50     | 1.43    |
| 2021       | 広島       | 33    | 0     | 0     | 0     | 0        | 2     | 1     | 0        | 3           | .667  | 140   | 31.2     | 31       | 3           | 13       | 2     | 3        | 25       | 0     | 0        | 7     | 6        | 1.71     | 1.39    |
| 2022       | 広島       | 8     | 0     | 0     | 0     | 0        | 0     | 0     | 0        | 2           | ----  | 39    | 8.0      | 10       | 2           | 4        | 1     | 1        | 6        | 0     | 0        | 5     | 5        | 5.63     | 1.75    |
| 通算：13年 | 通算：13年 | 212   | 42    | 0     | 0     | 0        | 16    | 19    | 1        | 25          | .457  | 1807  | 412.2    | 389      | 39          | 181      | 5     | 22       | 331      | 30    | 0        | 200   | 178      | 3.88     | 1.38    |

### 年度別守備成績
| 年 度 | 球 団 | 投手  | 投手  | 投手  | 投手  | 投手  | 投手     |
| 年 度 | 球 団 | 試 合 | 刺 殺 | 補 殺 | 失 策 | 併 殺 | 守 備 率 |
| ----- | ----- | ----- | ----- | ----- | ----- | ----- | -------- |
| 2010  | 楽天  | 2     | 1     | 2     | 0     | 0     | 1.000    |
| 2011  | 楽天  | 2     | 0     | 0     | 0     | 0     | ----     |
| 2012  | 楽天  | 4     | 1     | 7     | 0     | 0     | 1.000    |
| 2013  | 楽天  | 14    | 0     | 8     | 0     | 0     | 1.000    |
| 2014  | 楽天  | 12    | 4     | 9     | 0     | 0     | 1.000    |
| 2015  | 楽天  | 18    | 1     | 14    | 1     | 0     | .938     |
| 2016  | 楽天  | 7     | 2     | 1     | 1     | 0     | .750     |
| 2017  | 楽天  | 7     | 0     | 0     | 0     | 0     | ----     |
| 2018  | 楽天  | 3     | 0     | 0     | 0     | 0     | ----     |
| 2019  | 広島  | 58    | 6     | 12    | 0     | 1     | 1.000    |
| 2020  | 広島  | 44    | 0     | 4     | 2     | 0     | .667     |
| 2021  | 広島  | 33    | 3     | 3     | 0     | 0     | 1.000    |
| 2022  | 広島  | 8     | 0     | 0     | 0     | 0     | ----     |
| 通算  | 通算  | 212   | 18    | 60    | 4     | 1     | .951     |

### 記録
初記録
投手記録
- 初登板・初先発登板・初勝利・初先発勝利：2010年9月23日、対埼玉西武ライオンズ22回戦（西武ドーム）、5回2失点
- 初奪三振：同上、1回裏に栗山巧から空振り三振
- 初ホールド：2017年8月9日、対北海道日本ハムファイターズ14回戦（Koboパーク宮城）、7回表に3番手で救援登板、1/3回1失点
- 初セーブ：2020年7月8日、対横浜DeNAベイスターズ4回戦（MAZDA Zoom-Zoom スタジアム広島）、9回表に3番手で救援登板・完了、1回無失点

打撃記録
- 初打席：2015年5月28日、対阪神タイガース3回戦（阪神甲子園球場）、2回表にマリオ・サンティアゴから投前犠打
- 初安打：同上、4回表にマリオ・サンティアゴから中前安打

その他の記録
- 1球勝利：2021年9月26日、対横浜DeNAベイスターズ21回戦（横浜スタジアム）、8回裏2死に6番手で救援登板、1/3回無失点 ※史上44人目（45度目）

### 背番号
- 59（2008年 - 2019年）
- 39（2020年 - 2022年）
- 100 （2023年 - ）

### 登場曲
- 「もう君がいない」FUNKY MONKEY BABYS（2009年）
- 「湾岸 highway」湘南乃風（2010年 - ）
- 「何かひとつ feat. JAY'ED & 若旦那」JAMOSA（2011年）
- 「ムカイカゼ」HOME MADE 家族（2012年）
- 「REASON」ゆず（2014年）
- 「光り」BUZZ THE BEARS（2019年）
- 「High & High」フジファブリック（2019年）